# هوية شخصية
الهوية هي التشخص وهو مشهور بين الحكماء والمتكلمين. وقد تطلق على الماهية مع التشخص وهي الحقيقة الجزئية. أما الهوية الشخصية فهي الإحالة باستمرار إلى أنفسنا بضمير «أنا» بوصفه وحدة وهوية تظل مطابقة لذاتها على الدوام، غير أن هذه الوحدة تبدو بديهية.

## ثبات الأنا واستمراريته في الزمان
نلاحظ أن الفرد يستطيع التفكير في الموجودات الماثلة أمام حواسه أو المستحضرة صورتها عبر المخيلة، ولكنه يستطيع أيضا التفكير في ذاته، في نفسه هذه التي تفكر.
يسمى هذا التفكير وعيا وهو نفس الوعي الذي اعتمد عليه ديكارت في الكوجيطو وخصوصا وعي الذات بفعل التفكير الذي تنجزه في لحظة الشك أي الوعي بالطبيعة المفكرة للذات التي تقابل عندديكارت طبيعة الامتداد المميزة للجسم.
ليست الهوية الشخصية سوى ذلك الوعي أو المعرفة المصاحبة لإحساساتنا يرى «جون لوك» أن ما يجعل الشخص «هو نفسه» عبر أمكنة وأزمنة مختلفة، هو ذلك الوعي أو المعرفة التي تصاحب مختلف أفعاله وحالاته الشعورية من شم وتذوق وسمع وإحساس وإرادة، تضاف إليها الذاكرة التي تربط الخبرات الشعورية الماضية بالخبرة الحالية، مما يعطي لهذا الوعي استمرارية في الزمان، «إذن فلوك» و «ديكارت» مجمعان بأن الشخص هو ذلك الكائن الذي يحس ويتذكر و -يضيف التجريبي لوك- يشم ويتذوق.
ولكنهما يختلفان فيما يخص وجود جوهر قائم بذاته يسند هذا الوعي وهذه الاستمرارية التي يستشعرها الفرد؛، والواقع أن «الجوهر المفكر» -من وجهة نظر المحاكمة الحسية- كينونة ميتافيزيقية لايسع لوك قبولها انسجاما مع نزعته التجريبية التي لاتقر لشيء بصفة الواقعية والحقيقة مالم يكن إحساسا أو مستنبطا من إحساس،
وباختصار فالهوية الشخصية تكمن في فعل الوعي، وعندما يتعلق الأمربالماضي يصبح الوعي ذاكرة بكل بساطة، وكل هذا لكي يتجنب لوك القول بوجود جوهر مفكر، أي أن الهوية لاتقوم في أي جوهر مادي كان أو عقلي، ولاتستمر إلا مادام هذا الوعي مستمرا
النقد الجذري للتصور الديكارتي الماهوي دافيد هيوم فيلسوف تجريبي، لايعترف بغير الانطباعات الحسية مصدرا أولا للأفكار، وعليه فلكي تكون فكرة ما واقعية، فلابد لها أن تشتق من انطباع حسي ما، والحال أن فكرة «الأنا» أو «الشخص» ليست انطباعا حسيا مفردا، بل هي ماتنسب إليه مختلف الانطباعات. وإذا ما وجد انطباع حسي مولد لفكرة «الأنا» فلابد أن يتصف هذا الانطباع بنفس صفات الأنا وهي الثبات والاستمرارية طيلة حياتنا، والحال أنه لاوجود لانطباع مستمر وثابت: إن الألم واللذة، الفرح والحزن، الأهواء والاحساسات... حالات شعورية تتعاقب ولاتوجد أبدا متزامنة أومجتمعة. وعليه ففكرة الأنا لايمكن ان تتولد عن هذه الانطباعات ولاعن أي انطباع آخر، ومن ثم فلا وجود لمثل هذه الفكرة واقعيا، ومن باب أولى ينبغي الامتناع عن أي حديث عن الهوية الشخصية كجوهر قائم بذاته.

## الذاكرة والهوية الشخصية
بغض النظر عما إذا كانت الهوية جوهرا قائما بذاته أو تعاقبا لحالات شعورية متباينة، فإن الهوية ليست كيانا ميتافيزيقيا مكتمل التكوين منذ البدأ، إنها سيرورة سيكلوجية تجد سندها المادي في الذاكرة، وعملية تطورية تنشأ تدريجيا بفضل تفاعل الفرد مع الغير
سبق لــ ابن سينا أن لاحظ، في هذا الإطار، بأن فعل التذكر هو الذي يمنح الفرد شعورا بهويته وأناه وبثباتها.ويتجلى هذا واضحا في شعور الفرد داخلياً وعبر حياته باستمرار وحدة شخصيته وهويتها وثباتها ضمن الظروف المتعددة التي تمر بها، كما يظهر بوضوح في وحدة الخبرة التي يمر بها في الحاضر واستمرار اتصالها مع الخبرة الماضية التي كان يمر بها.
إذا كانت الذاكرة هي مايعطي لشعور الشخص بأناه وبهويته مادتهما الخام، فإن امتداد هذه الهوية في الزمان، كما يلاحظ جون لوك، مرهون باتساع أو تقلص مدى الذكريات التي يستطيع الفكر أن يطالها الآن: وبعبارة أخرى إنني الآن هو نفسه الذي كان ماضيا وصاحب هذا الفعل الماضي هو نفس الشخص الذي يستحضره الآن في ذاكرته.
لهذا السبب، وعندما يتساءل برغسون عن ماهية الوعي المصاحب لجميع عمليات تفكيرنا، يجيب ببساطة: إن الوعي ذاكرة، يوجد بوجودها ويتلف بتلفها
ومن الجدير بالذكر أن الوعي بالذات على هذا النحو الأرقى ليس مقدرة غريزية أو إشراقا فجائيا، بل هو مسلسل تدريجي بطيء يمر أولا عبر إدراك وحدة الجسم الذي ينفصل به الكائن عما عداه وعبر العلاقة مع الغير.

## الشخص بوصفهقيمة
إن الفرد وبشكل مجرد سابق على كل تعيين  أي وقبل أن يتحدد بطول قامته أو لون عينيه أو مزاجه أو ثروته هو ذات مفكرة، عاقلة، واعية قوامها الأنا الذي يمثل جوهرها البسيط الثابت، وذلك بغض النظر عن الاختلاف القائم بين الفلاسفة حول طبيعة هذا الأنا وعلاقته بالجسد والانطباعات الحسية والذاكرة...
ولكن مافائدة هذا التجريد النظري على المستوى العملي؟ هل يمكن أن نرتب عليه نتائج أخلاقية ملموسة؟
انطلاقا من هذا التجريد، ذهب كانط بأن الإنسان هو أكثر من مجرد معطى طبيعي، إنه ذات لعقل عملي أخلاقي يستمد منه كرامة أي قيمة داخلية مطلقة تتجاوز كل تقويم أو سعر.إن قدرته كذات أخلاقية على أن يشرع لنفسه مبادئ يلتزم بها بمحض إرادته، هي ما يعطيه الحق في إلزام الآخرين باحترامه أي التصرف وفق هذه المبادئ. ومادام هذا العقل الأخلاقي ومقتضياته كونيا، فإن الأنسانية جمعاء تجثم بداخل كل فرد مما يستوجب احترامه ومعاملته كغاية لاكوسيلة والنظر إليه كما لو كان عينة تختزل الإنسانية جمعاء. وهذا الاحترام الواجب له من طرف الغير لاينفصل عن ذلك الاحترام الذي يجب للإنسان تجاه نفسه، إذ لا ينبغي له أن يتخلى عن كرامته، وهو ما يعني أن يحافظ على الوعي بالخاصية السامية لتكوينه الأخلاقي الذي يدخل ضمن مفهوم الفضيلة.
لقد كتب كانط هذه الأفكار في "أسس ميتافيزيقا الأخلاق" في القرن الثامن عشر. وصحيح أن القرن العشرين قد شهد تحسنا كبيرا للشرط البشري مقارنة مع قرن الأنوار: إلغاء الرق، التخفيف من الميز ضد النساء... بيد أنه عرف أيضا أهوال حربين عالميتين جسدتا واقعيا فكرة الدمار الشامل، إنضافت إليهما حروب محلية شهدت أبشع أنواع التطهير العرقي ومعسكرات الاعتقال... مما جعل التأمل الفلسفي، في القرن العشرين يعاود مجددا طرح السؤال حول حرمة الكائن البشري وسلامته الجسدية وبالخصوص حقه في عدم التعرض للأذى، "
- قيمة الشخص نابعة من كونه كائنا حيا حاساتنتمي فلسفة طوم ريغان إلى التقليد الكانطي، لكن في حين يؤسس كانط القيمة المطلقة التي نعزوها إلى الكائنات البشرية على خاصية العقل، وبالضبط العقل الأخلاقي العملي، التي تتمتع بها هذه الكائنات، بما يجعل منها ذواتا أخلاقية، فإن طوم ريغان يعتبر هذا التأسيس غير كاف، وحجته في ذلك أننا ملزمون باحترام القيمة المطلقة لكائنات بشرية غير عاقلة مثل الأطفال وكذا الذين يعانون من عاهات عقلية جسيمة

وعليه فإن الخاصية الحاسمة والمشتركة بين الكائنات البشرية ليست هي العقل، بل كونهم كائنات حاسة واعية أي كائنات حية تستشعر حياتها، بما لديها من معتقدات وتوقعات ورغبات ومشاعر مندمجة ضمن وحدة سيكلوجية مستمرة في الماضي عبر التذكر ومنفتحة على المستقبل من خلال الرغبة والتوقع... مما يجعل حياتها واقعة يعنيها أمرها، بمعنى ان مايحدث لها، من مسرة تنشدها أو تعاسة تتجنبها، يعنيها بالدرجة الأولى بغض النظر عما إذا كان يعني شخصا آخر أم لا "
ويمضي توم ريغان بهذا المبدأ إلى مداه الأقصى فبخلص إلى أن جميع المخلوقات التي يمكنها أن تكون «قابلة للحياة»، أي مواضيع لوجود يمكن أن يتحول للأفضل أو للأسوأ بالنسبة إليها، تمتلك قيمة أصلية في ذاتها وتستحق أن تحترم مصالحها في عيش حياة أفضل.
إذا كان تصور طوم ريغان يتجاوز بعض مفارقات التصور الكانطي، فإنه يثير مفارقات لاتقل عنها إحراجا لأن معيار «الذات الحية التي تستشعر حياتها» يلزمنا بإضفاء قيمة أصيلة مطلقة ليس فقط على الكائنات البشرية، بل وحتى الحيوانات وبالخصوص الثدييات التي سنصبح مطالبين بمعاملتها كغاية لا كمجرد وسيلة!